# Angustia de la influencia
La angustia de la influencia es un concepto de la crítica literaria establecido por Harold Bloom en su libro de 1973 The Anxiety of Influence: A Theory of Poetry, Cuyo objetivo es designar los problemas que enfrentan los autores aspirantes para sobreponerse a la ansiedad que produce la existencia de otros trabajos literarios anteriores   .

## Teoría
La angustia de la influencia es una teoría aplicada principalmente a la poesía romántica del 19 . Su autor, Harold Bloom, afirma que la teoría puede aplicarse a todo el estudio de la tradición literaria, desde Homero y la Biblia a Thomas Pynchon y Anne Carson. 
Se basa principalmente en la idea de Bloom de que no existe nada original en la literatura, que cada nueva composición es simplemente una versión o derivación de una anterior y que esta influencia es inevitable e inescapable. 
Todos los autores adoptan, manipulan, alteran o asimilan inevitablemente aspectos y contenidos de la temática, estilo literario o elementos de sus predecesores.
Bloom cita a Oscar Wilde para ilustrar esta idea, notando que:

La influencia es simplemente la transferencia de la personalidad, un modo de obsequiar con lo que es más precioso para uno mismo; su ejercicio produce un sentido y, quizás, una realidad de pérdida. Cada discípulo toma algo de su mentor.

Contrariamente a la creencia universal de que la influencia de los predecesores literarios produce un plataforma inspiracional y beneficiosa para jóvenes aspirantes, Bloom cree que causa exactamente el efecto contrario.
Bloom Afirma que resulta perjudicial y que instiga inseguridad, aprensión o angustia en los jóvenes autores, los cuales se ven obligados a luchar por diferenciarse de sus influencias con el fin de crear algo definitivo u original que consiga éxito y reconocimiento . 
Bloom lo compara con el drama familiar freudiano, en concreto el complejo de Edipo y la relación padre e hijo, en la que el autor emergente toma el papel del hijo en su batalla contra el padre, el precursor literario .
Bloom cree que esto obliga a los autores a una suerte de "traición creativa" en la que deben forzosamente distorsionar los trabajos de sus maestros literarios a fin de innovar.
Los autores que triunfan sobre este problema no serían sino los autores exitosos, es decir, los que son considerados trascendentes a su tiempo y consiguen que sean sus propios predecesores los que sean comparados con ellos . 
Por el contrario, los autores que sucumben a la angustia de influencia sólo generan trabajos poco originales y demasiado derivados de sus inspiraciones .

## Efectos sobre la literatura
Bloom ha establecido seis "ratios revisionarios" para determinar los efectos de su teoría sobre la literatura. Algunos de ellos están basados en los modelos de los mecanismos de defensa de Freud.
Estos ratios muestran las etapas de desarrollo de la angustia de la influencia en relación con la manera en que un poeta o autor modifica o deforma el trabajo de un precursor para crear el suyo propio.
- Clinamen:  la "traición o tergiversación poética".[6] El autor se aparta de su predecesor, aludiendo que su trabajo sólo era preciso hasta un punto concreto, a raíz del cual el sucesor trabaja para corregirlo.[5][6]
- Tessera:  "compleción y antítesis".[6] El autor comienza a construir sobre el trabajo del predecesor, manteniendo sus términos e ideas pero constituyéndolas en otro sentido, con la implicación de que el predecesor fracasó a la hora de utilizarlos en un primer momento.[5][6]
- Kenosis: "un mecanismo de ruptura similar a los mecanismos de defensa que emplean nuestras psiques contra la repetición compulsiva".[6] El autor busca un estado de discontinuidad, un intento de aislarse a sí mismo de la influencia del precursor.[5][6]
- Daemonization: un "movimiento hacia un contrasublime personalizado, en reacción al sublime del predecesor".[7] El autor utiliza un elemento de un precursor considerado superior al propio precursor, en un esfuerzo de atacar su originalidad y perpetuar la grandeza de su propio trabajo.[7]
- Askesis: la define como un "movimiento de autopurga que intenta conseguir un estado de soledad".[3] En este proceso, el autor empequeñece tanto los logros del autor como de sí mismo, purgando a ambos de todo resto de influencia en una racionalización hacia la independencia, el éxito individual y el logro.[5][7]
- Apophrades:  "retorno de los muertos".[7] El autor, viéndose estorbado por su previo estado de soledad, muestra su trabajo para ser inspeccionado y comparado con el de sus precursor.[7] En lugar de resultar perjudicial para el autor, esto causa que el sucesor supere al predecesor, invirtiendo sus roles.[5][7]